# Herman Severin Løvenskiold
Herman Severin baron Løvenskiold (30. juli 1815 på Holden Jernværk i Norge – 5. december 1870 i København) var en norsk/dansk komponist især kendt for musikken til August Bournonvilles 1836-version af balletten Sylfiden for Den Kongelige Ballet i København.
Han var søn af overførster Eggert Christopher Frederik Løvenskiold og hustru Frederikke, der var søster til statsmanden Severin Løvenskiold. Allerede som dreng vakte hans musikalske anlæg, som han havde arvet fra sin moder, opmærksomhed, og da han 13 år gammel kom til København med forældrene, fik han i P.C. Krossing en dygtig lærer i musik. Senere interesserede Weyse og Kuhlau sig for det unge talent; planerne om, at han skulle gå militærvejen, blev opgivet, og han helligede sig helt tonekunsten. 
En lovende debut gjorde han allerede 1836 med musikken til Bournonvilles ballet Sylfiden, som længe hørte til Det Kongelige Teaters faste repertoire og syngestykket Sara, der opførtes tre år efter. Han drog til udlandet, studerede hos Seyfried (Ignaz von Seyfried?) i Wien og opholdt sig i Leipzig, hvor Robert Schumann tidligere havde skænket flere af
hans kompositioner litterær omtale. Han nåede også til Italien og Rusland, Petrograd. 
Efter tre år vendte han hjem og komponerede musikken til en række dramatiske arbejder opført på Det Kongelige Teater: Hulen i Kullafjeld (1841), Dagen før Slaget ved Marengo (1843), 
Konning Volmer og Havfruen (1846), balletten Den ny Penelope (1847), Ildprøven (1848) samt operaen Turandot (1854). Dertil kom to koncertouverturer deriblandt Fra Skoven ved Furesø, en del kammermusik (piano-trio og -kvartet), flere lejlighedskompositioner, kantater og lignende, flere sangkompositioner og en halv snes hæfter klaverstykker, blandt hvilke mærkes Impromptus (op. 8) og Albumsblade (op. 30).
Løvenskiolds musik er præget af en egen frisk opfindelse og poetisk flugt, men er ret ujævn i
arbejdet. Siden 1851 var han organist ved Slotskirken i København.